# Chlorethan
Chlorethan (též známý jako monochlorethan, ethylchlorid, chlorethyl a pod řadou generických i obchodních názvů; funkční vzorec CH3CH2Cl) je organická sloučenina (chlorovaný uhlovodík) používaná jako lokální anestetikum, dříve též pro výrobu tetraethylolova (aditiva do automobilového benzinu). Je to bezbarvý hořlavý plyn (případně kapalina – teplota varu 12,3 °C) nasládlé vůně.

## Výroba
Chlorethan se vyrábí reakcí ethenu a chlorovodíku na katalyzátoru chloridu hlinitém při teplotách 130–250 °C. Za těchto podmínek chlorethan vzniká podle následující rovnice:
CH2=CH2 + HCl → CH3CH2Cl
V minulosti se chlorethan vyráběl také z ethanolu a kyseliny chlorovodíkové nebo z ethanu a chloru, ale tyto metody jsou již ekonomicky nevýhodné. Část chlorethanu vzniká jako vedlejší produkt při výrobě PVC. Pokud bude poptávka po chlorethanu dále klesat, dostane se do bodu, kdy se jeho samotná výroba nebude vyplácet a pak se tento způsob (využití vedlejšího produktu) stane hlavní cestou výroby chlorethanu.

## Použití
Počínaje rokem 1922 a pak po většinu 20. století byla hlavní oblastí použití chlorethanu výroba tetraethylolova, antidetonační přísady do benzinu. Avšak kvůli rostoucím obavám ze znečištění ovzduší bylo nebo aktuálně je tetraethylolovo stahováno z trhu ve většině průmyslově rozvinutého světa, proto poptávka po chlorethanu prudce klesla.
Podobně jako jiné chlorované uhlovodíky se chlorethan používá jako chladivo, hnací plyn do sprejů, anestetikum a nadouvadlo pro pěnové obaly. Po určitou dobu se používal jako iniciátor v procesu katalyzovaném chloridem hlinitým, kdy se vyráběl ethylbenzen, prekurzor styrenu. Dnes už se takto ale ve větší míře nepoužívá.
Jediným přetrvávajícím důležitým průmyslovým použitím chlorethanu je přeměna celulózy na ethylcelulózu, zahušťovadlo a plnivo v nátěrových hmotách, kosmetice a podobných výrobcích.
V USA a některých zemích Evropy je chlorethan léčivem na předpis (v Česku, na Slovensku, v Německu je běžně dostupný v lékárnách bez předpisu), prodává se jako kapalina ve spreji hnaném tlakem vlastních par. Účinkuje jako mírné povrchové anestetikum prostřednictvím ochlazování kůže, například pro odstraňování cizích těles na chirurgické a dermatorologické ambulanci, případně ve sportovním lékařství. Teplo pohlcované vypařující se kapalinou na tkáni způsobuje rychlé a hluboké prochlazení, avšak vzhledem k bodu varu dost vysoko nad bodem tuhnutí vody nehrozí nebezpečí omrzlin. Páry jsou hořlavé a narkotické, na což je potřeba dávat pozor.
Chlorethan je narkotickou inhalační drogou, někdy nazývanou „Duster“. Podobně jako alkyldusitany („poppers“), používá se chlorethan inhalačně během sexuálních aktivit pro silný několikaminutový „rauš“, který ústí v prodloužený orgasmus. V Brazílii je chlorethan tradiční (byť ilegální) drogou užívanou při karnevalech, známou jako „lança-parfém“. V Česku, na Slovensku a dalších zemích se prodává pod názvem Kelen.

## Bezpečnost
(Mono)chlorethan je nejméně toxickým členem chlorovaných ethanů. Podobně jako jiné chlorované uhlovodíky působí tlumivě na centrální nervový systém, byť slaběji než jiné podobné sloučeniny. Při vdechování vzduchu s parami o nižší než 1% koncentraci se obvykle neprojeví žádné příznaky. Vyšší koncentrace většinou způsobují podobné příznaky, jako při intoxikaci alkoholem. Vdechování par o koncentraci 15 % a více často vede k smrti.
Studie chronických účinků expozice chlorethanu prováděné u zvířat zatím poskytly nekonzistentní výsledky, stejně tak neexistují žádná data ohledně dlouhodobých účinků na člověka. Některé studie tvrdí, že dlouhodobá expozice může poškozovat játra nebo ledviny, nebo že může vzniknout nádor dělohy u myší, ale tato data jsou obtížně reprodukovatelná.
Čerstvé informace napovídají o karcinogenním potenciálu. Chlorethan byl zařazen do třídy A3 IARC (Potvrzený zvířecí karcinogen s neznámou relevancí pro člověka). Výsledkem je, že ho stát Kalifornie zařadil do Propozice 65 jako známý karcinogen. Nicméně se i nadále používá v medicíně jako lokální anestetikum.